# Oberlaa
Oberlaa je dřívější dolnorakouská obec, nyní část 10. vídeňského okresu Favoriten. Jižní část tvoří "Oberlaa Land" a severní část "Oberlaa Stadt" a je jednou z 89 katastrálních území Vídně.

## Geografie
Oberlaa leží na jihu Favoriten. K historickému území Liesing patří dnes sídliště Laaer Berg. Na opačné straně sousedí Oberlaa s bývalou obcí Rothneusiedl, dnes rovněž součástí Favoriten. Na jih od Oberlaa je dolnorakouský městys Leopoldsdorf, nyní vídeňský okres Leopoldsdorf.
Obě katastrální území Oberlaa Stadt (748,28 hektarů) a Oberlaa Land (450.37 ha) se rozprostírají na celkové ploše 1198,65 ha. Jsou však od sebe odděleny železniční tratí "Donauländebahn".

## Historie
Původně se místo Unterlaa ležící po proudu toku jmenovalo "Laa".
V roce 1873 větší neobydlené části obce byly přičleněny pod správu Vídně. Zákonem z 1. října 1938 po připojení Rakouska k Německé říši byla vytvořena Velká Vídeň. K ní byla připojena obec Oberlaa, jakož i sousední obec Unterlaa. Po skončení druhé světové války bylo v roce 1954 připojení obcí potvrzeno.

## Kultura a pamětihodnosti
- Oberlaaerský farní kostel byl poprvé zmíněný v roce 1267. Při obou tureckých obléhání Vídně byl kostel zcela zničený a během 18. století byl obnovený. Je zasvěcený svatému Jiljí.
- Dnešní hřbitov Oberlaa byl vysvěcený v roce 1833.
- V roce 1965 byl objeven sirnatý pramen a v roce 1974 se již vřídlo Oberlaa stalo dosud jediným místem s termálním pramenem ve Vídni. V této souvislosti se v Oberlaa zahájila výstavba "Vídeňská mezinárodní zahrada" a má zde již trvalé místo. Velkoplošné založené zahrady jsou dodnes zachovány i se svým "Léčebným parkem Oberlaa" na jižním svahu "Laaer Berges". Kromě toho byla postavena "Léčebná hala" poblíž vřídla a také kondiční léčebna. Vedle těchto lázeňských zařízení je také nádraží Oberlaa „Donauländebahn“, které však pro přepravu osob již neslouží.
- Dnes je Oberlaa pro své četné "Heurigen" oblíbeným výletním místem.
- Léčivý pramen je také vyobrazen ve znaku obvodu Favoriten.

## Hospodářství
Do konce roku 2007 měla v Oberlaa své sídlo rakouská letecká společnost Austrian Airlines.

## Osobnosti
- Johann Haller (1883–1954) - hostinský, zemědělec a politik
- Heinrich Tahedl (1907–1985) - malíř a grafik